# 上郷道路
上郷道路（かみごうどうろ）は、遠野市を通る国道283号のバイパスである。

## 概要
仙人峠道路に接続する一般道路で、3.4 kmを仙人峠道路と同時に2007年3月18日に開通した。幅員が狭く線形も良くない上郷付近を迂回する新たなルートとして新設された。遠野市上郷町板沢から遠野市青笹町青笹までは国道340号と重複する。

### 路線データ
- 起点：遠野市上郷町平倉（国道340号交点）
- 終点：遠野市青笹町青笹（国道283号遠野バイパス起点）
- 延長：6.69 km

## 地理

### 交差する道路
- 国道340号（遠野市上郷町平倉）
- E46 釜石自動車道（遠野道路・仙人峠道路）遠野住田インターチェンジ（遠野市上郷町平倉）
- 国道283号（遠野市上郷町板沢）
- 国道283号（遠野バイパス）（遠野市青笹町青笹）